# Dynasty Warriors: Gundam 3
Dynasty Warriors: Gundam 3, in Giappone Gundam musō 3 (ガンダム無双3? lett. "Gundam senza rivali 3"), è un videogioco d'azione tattico, basato sulla serie di anime Gundam, ed è il sequel del videogioco del 2008 Dynasty Warriors: Gundam 2. Il videogioco è stato sviluppato dall'Omega Force ed è pubblicato dalla Namco Bandai. Il videogioco è stato annunciato nel numero di settembre di Famitsū ed è stato pubblicato il 16 dicembre 2010 in Giappone. Il 4 febbraio 2011 è stato rivelato sulla loro pagina di Facebook, che la Bandai Namco avrebbe provveduto a breve a localizzare il videogioco, che infatti è stato pubblicato il 28 giugno 2011 in America del Nord, il 1º luglio 2011 in Europa ed il 12 luglio 2011 in Australia.

## Modalità di gioco
Il gioco riprende la struttura del prequel mischiando combattimenti in stile picchiaduro con elementi tipici dei titoli strategici, come ad esempio la possibilità di conquistare aree delle mappa per ottenere dei vantaggi sul nemico, come i rinforzi o gli spostamenti istantanei. Alcune novità riguardano la possibilità di eseguire uno scatto d'emergenza in avanti, il quale servirà per fuggire dagli accerchiamenti, e un nuovo attacco combinato, eseguibile in coppia con il proprio compagno di squadra.

## Accoglienza
La rivista Play Generation diede alla versione per PlayStation 3 un punteggio di 79/100, apprezzando la grafica in cel-shading, le novità nelle meccaniche, i personaggi e le quest in abbondanza ma come contro gli scontri che conservano una certa ripetitività e la trama piuttosto confusa, finendo per trovarlo un titolo che non supera i limiti storici della serie ma che apporta interessanti novità, consigliandolo agli amanti degli action e dei Gundam.